# Sản xuất giấy

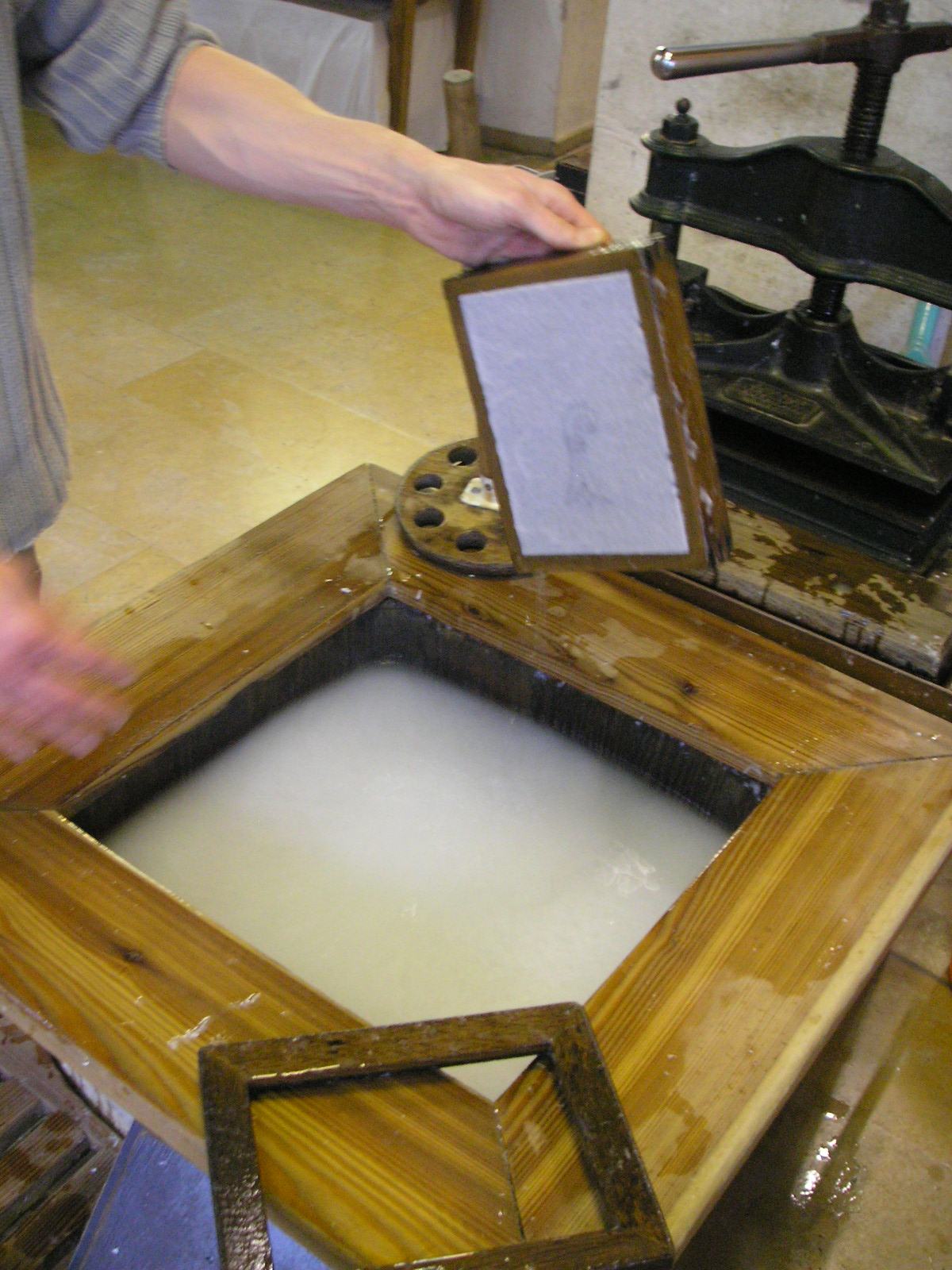
Một khung sợi vừa được lấy từ huyền phù lỏng với màn phơi. Các bước tiếp theo là cán mỏng và làm khô nó.

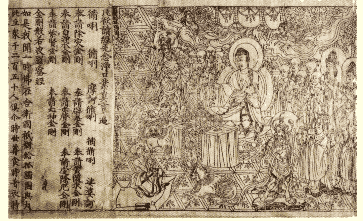
Kinh Kim cương của nhà Đường Trung Quốc, cuốn sách in lâu đời nhất trên thế giới, được tìm thấy tại Đôn Hoàng, từ năm 868 CE.

Nghệ thuật, khoa học và công nghệ sản xuất giấy giải quyết các phương pháp, thiết bị và vật liệu được sử dụng để làm giấy và bìa cứng, chúng được sử dụng rộng rãi để in, viết và đóng gói, trong số nhiều mục đích khác và các sản phẩm hữu ích. Ngày nay, hầu hết tất cả các loại giấy đều được sản xuất bằng máy móc công nghiệp, trong khi giấy thủ công tồn tại như một nghề thủ công chuyên dụng và là phương tiện để thể hiện nghệ thuật.
Trong quá trình làm giấy, hỗn dịch pha loãng bao gồm hầu hết các sợi cellulose riêng biệt trong nước được dẫn lưu qua màn hình giống như sàng, do đó một thảm sợi đan xen ngẫu nhiên được đặt xuống. Nước được tiếp tục loại bỏ khỏi tấm này bằng cách ép, đôi khi được hỗ trợ bằng lực hút hoặc chân không hoặc sấy khô. Sau khi khô, một tờ giấy có được thường phẳng, đồng đều và bền.
Trước khi phát minh và áp dụng rộng rãi máy móc tự động hiện nay, tất cả các giấy được làm bằng tay, hình thành hoặc đặt một tờ tại một thời điểm bởi những người lao động chuyên ngành. Ngay cả ngày nay, những người làm giấy bằng tay sử dụng các công cụ và công nghệ khá giống với những công cụ đã tồn tại hàng trăm năm trước, như được phát triển ban đầu ở Trung Quốc và Châu Á, hoặc những công cụ được sửa đổi thêm ở Châu Âu. Giấy thủ công vẫn được đánh giá cao vì tính độc đáo đặc biệt và nghề thủ công lành nghề liên quan đến việc tạo ra mỗi tờ, trái ngược với mức độ đồng đều và hoàn hảo cao hơn với giá thấp hơn đạt được giữa các sản phẩm công nghiệp.
Trong khi các quy định và hành động giám sát của các cơ quan liên quan, cũng như các cải tiến trong chính ngành đang hạn chế các hành vi lạm dụng tồi tệ nhất, việc làm giấy vẫn tiếp tục được quan tâm từ góc độ môi trường, do ngành này sử dụng hóa chất khắc nghiệt, cần một lượng nước lớn và đi kèm là các rủi ro ô nhiễm, cũng như các loại cây được sử dụng làm nguồn bột gỗ chính. Giấy làm từ các loại sợi khác, với bông là phổ biến nhất, có xu hướng được định giá cao hơn giấy làm từ gỗ.